# Бой у замка Иттер
Бой у замка Иттер — бой, состоявшийся в конце Второй мировой войны у замка Иттер в Австрии.

## История
Бой произошёл 5 мая 1945 года в местечке Иттер (Тироль, Австрия) за замок Иттер, где содержались высокопоставленные французские военнопленные, среди которых были бывшие премьер-министры Поль Рейно и Эдуар Даладье, бывшие главнокомандующие генералы Максим Вейган и Морис Гамелен, а также видный политический деятель Франсуа Де ля Рок и профсоюзный лидер Леон Жуо. Примечательна эта битва тем, что вместе с американцами против Ваффен-СС сражались солдаты вермахта.
Днём ранее, 4 мая, начальник охраны замка и несколько его подчинённых бежали, а заключённые взяли замок под свой контроль. Французы сообщили о ситуации в расположенное неподалёку американское подразделение, которое организовало спасательную операцию. К американским военным присоединились десять немецких солдат под руководством майора Йозефа Гангля, которые незадолго до этого сдались в плен, покинув замок.
Оказавшиеся поблизости части 17-й моторизованной дивизии СС «Гёц фон Берлихинген» общим числом 150—200 человек попытались вернуть контроль над замком, но им это не удалось. Направленный эсэсовцами в замок гауптштурмфюрер Курт-Зигфрид Шрадер присоединился к обороняющимся.
Американскими солдатами из 23-го танкового батальона 12-й бронетанковой дивизии США и немецкими добровольцами руководил лейтенант Джон Ли (англ. John C. Lee).
Йозеф Гангль, увидя, что Рейно по неосторожности подставляется под обстрел, побежал к нему — и мгновенно погиб от выстрела снайпера.
Бой за замок Иттер (построен в XIII веке) был одним из двух боёв Второй мировой войны, в которой американцы и немцы сражались бок о бок. Вторая битва состоялась у деревни Гостоунь, на территории современной Чехии, где войска США, вермахт и военнопленные объединились ради спасения.

## Отражение в культуре
- Сражению посвящена песня «The Last Battle» шведской пауэр-метал-группы Sabaton, вошедшая в альбом «The Last Stand».
- Эпизод «Враги-союзники» документального сериала «Последние шаги Гитлера» телеканала National Geographic посвящен этому сражению.